# Boulevard de la Paix (Reims)
Pour les articles homonymes, voir Rue de la Paix.
Le  boulevard de la Paix  est une voie de la commune de Reims, située au sein du département de la Marne, en région Grand Est.

## Situation et accès
Le boulevard de la Paix appartient administrativement au quartier Barbâtre - Saint-Remi - Verrerie.
La voie est à double sens sur toute sa longueur avec une piste cyclable à double sens entre la voie et les contre allées.

## Origine du nom
Il honore la Ligue de la Paix par le droit.

## Historique
Il est établi sur l'emplacement des anciens remparts et fossés de la ville. Initialement dénommé « boulevard Cérès » le boulevard a changé de nom en 1906.

## Bâtiments remarquables et lieux de mémoire
- Au n°1, l'Hôtel Collet-Delarsille,
- Au n°3, entrée par l'ancien immeuble de l'Automobile club de Champagne, bâtiment construit par l'architecte Jacques Rapin en 1924, puis entrée de l'ancienne Clinique Saint-André de Reims (fermée en 2018) avec l'affichage du palmarès de l'Automobile club de Champagne de 1925 à 1951.
- Au n°9, la villa Douce,
- Au n°15, la maison des syndicats,
- Au n°17, le CRDP, dans l'ancien Foyer franco-américain ; En 1915, Emmanuel Sautter, un Français, secrétaire général de l'Alliance nationale des UCJG/YMCA de France de 1895 à 1910 puis de l'Alliance universelle des UCJG/YMCA de 1910 à 1915, fonde les foyers du soldat, destinés aux poilus français, financés par les YMCA américaines (un mouvement de jeunesse protestant à l'origine du basket-ball en 1893). L'association prend le nom de Société des foyers de l'Union Franco-Américaine en l'honneur des mécènes américains. En 1919, l'association remplace ses foyers du soldat par des foyers civils,
- Au n°32, la caserne Colbert reconvertie en habitation.

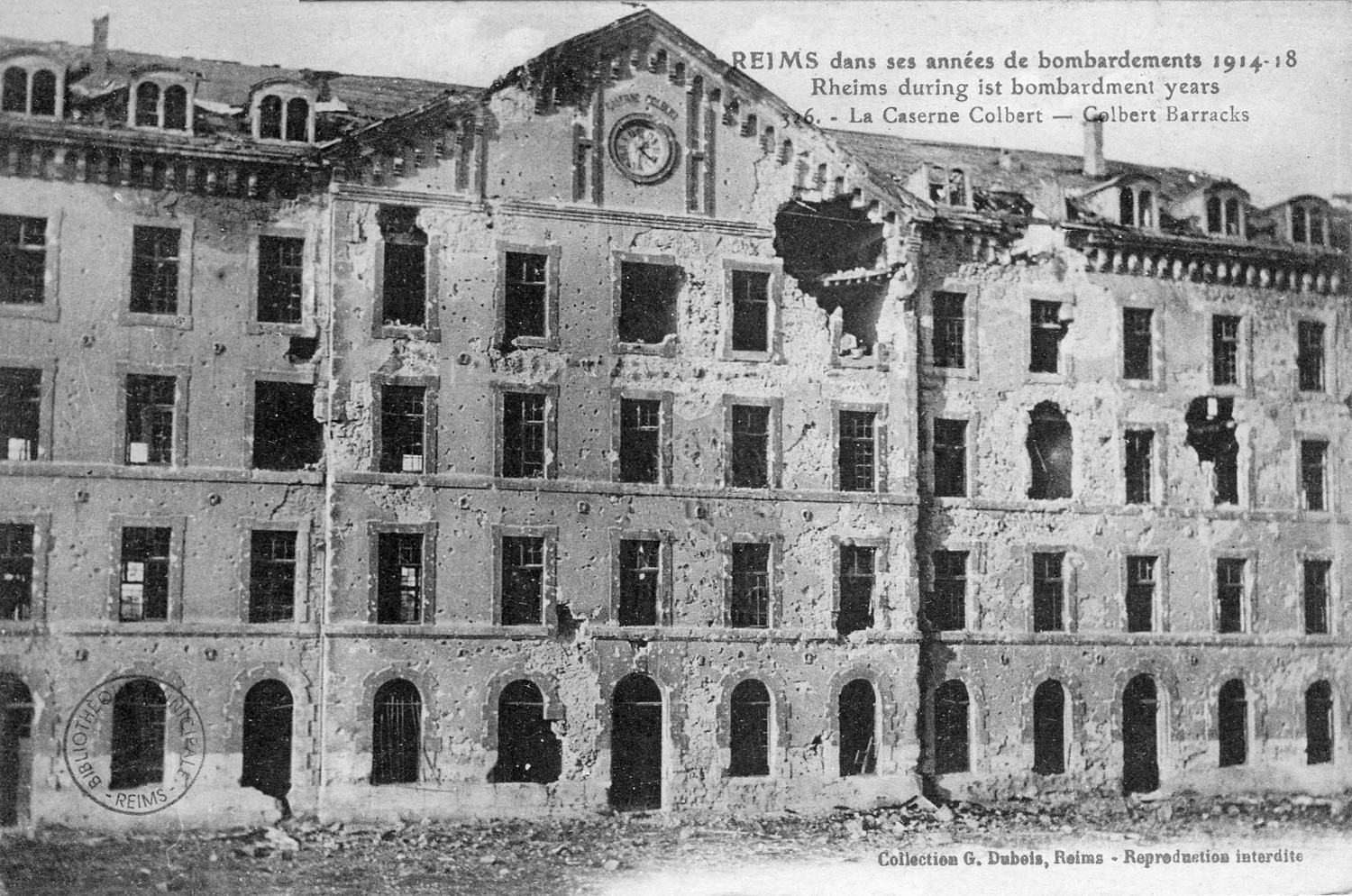
La caserne Colbert endommagé lors de la Grande guerre.
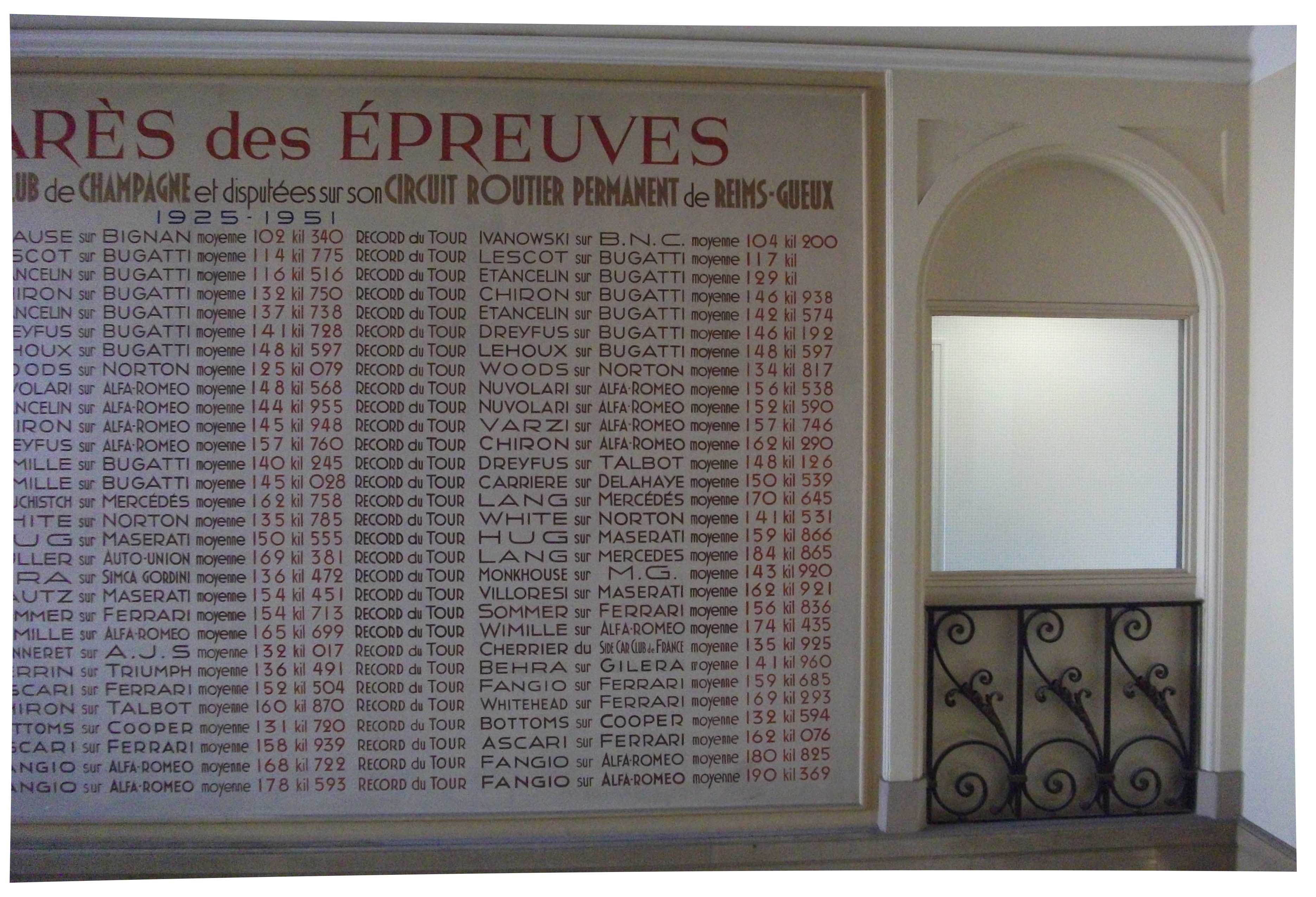
Anciens locaux de l'automobile club de Reims.
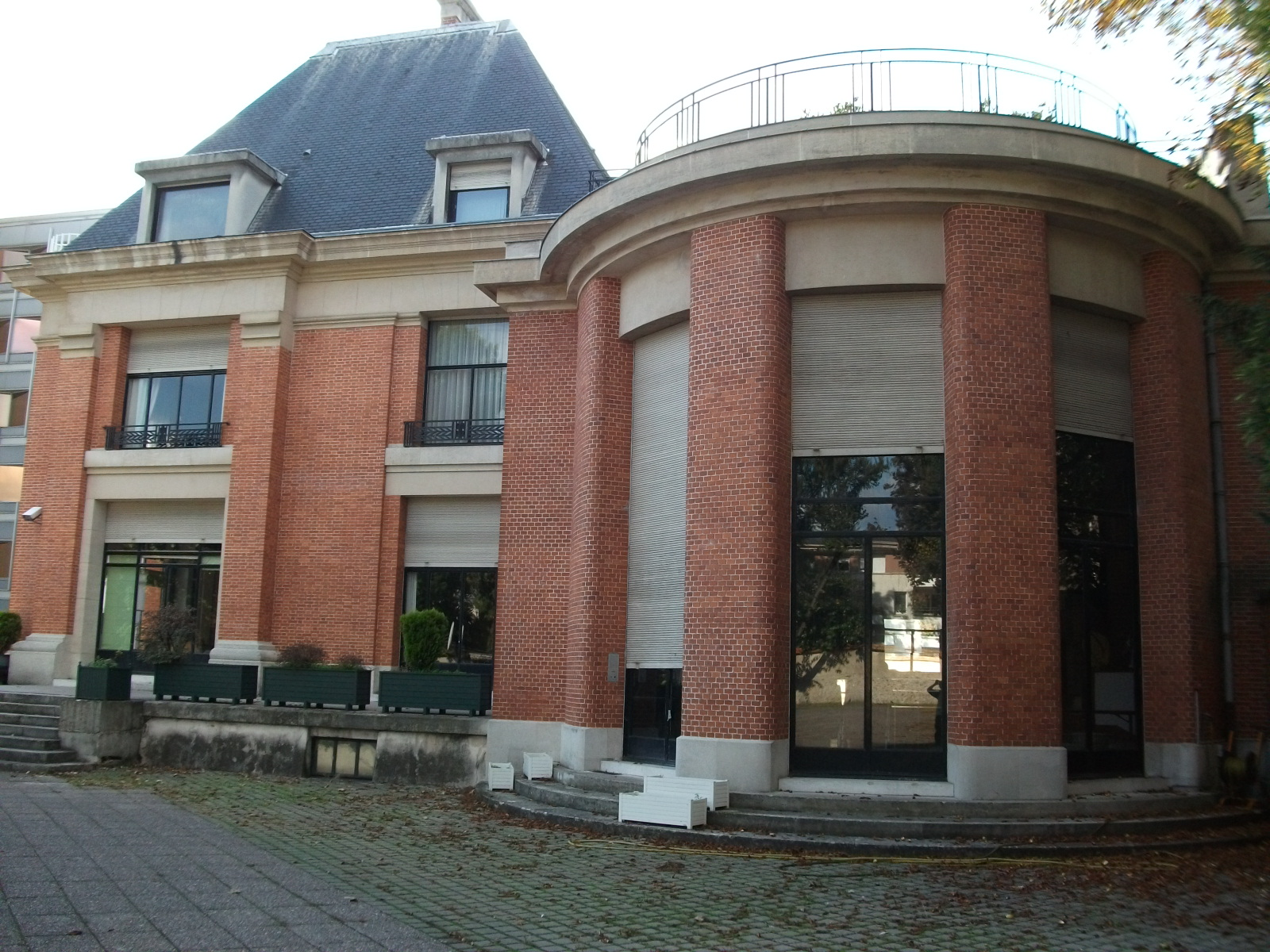
Villa Douce.
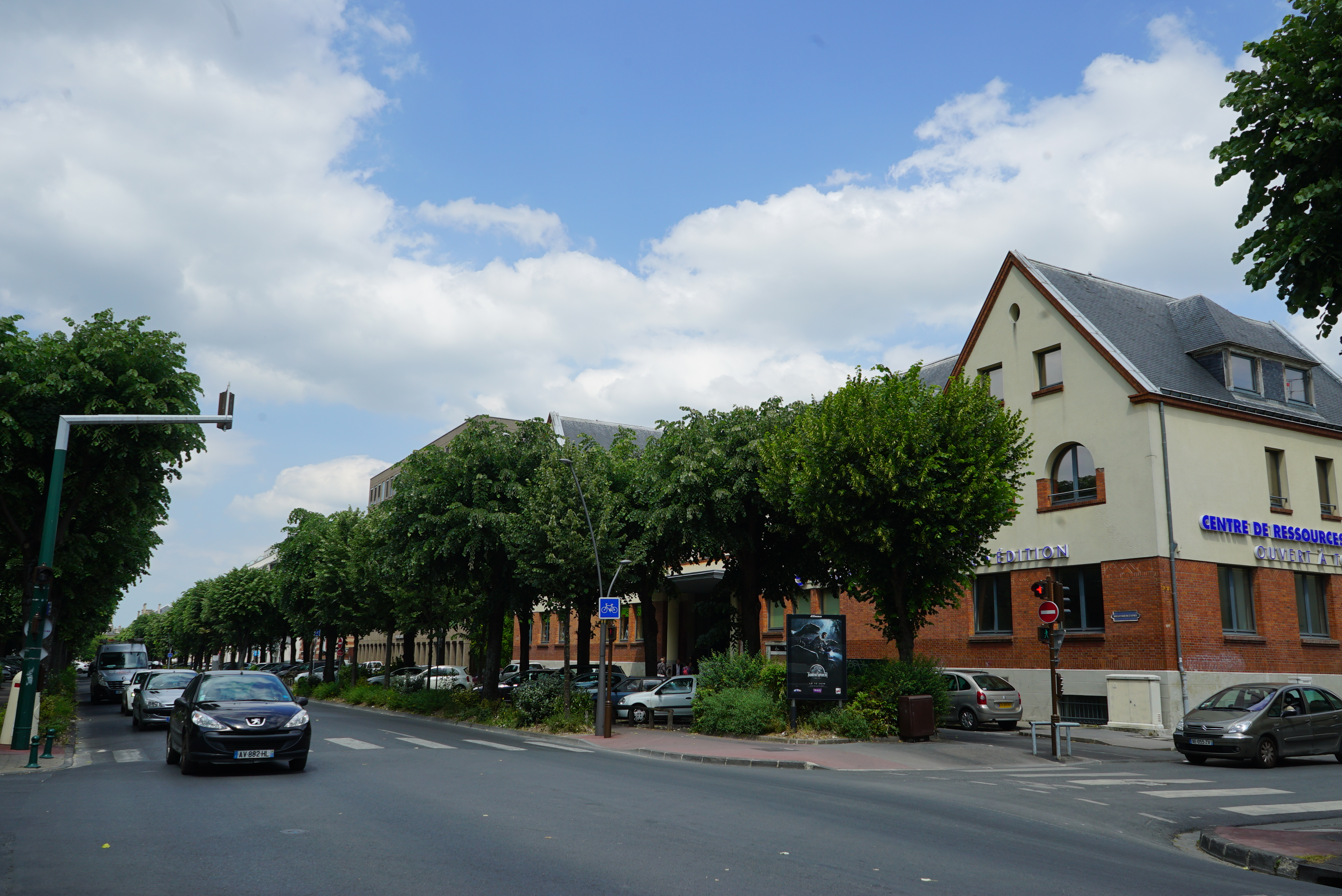
le CRDP devant la Maison des syndicats.